# Não É Tarde Demais
Não é Tarde Demais é um álbum de estúdio da banda de música cristã Voz da Verdade, lançado em 1994 em LP. 
Este álbum é marcado pela estreia de Samuel Moysés no conjunto, e a saída do conjunto do Estúdio Guidon, gravando este disco nos Estúdios Veridiana perdendo o padrão de sonoridade alcançado nos discos anteriores. Foi o único álbum independente do conjunto que não teve participação de orquestra. Os arranjos de metais, vocais e a poesia das músicas são os destaques deste álbum. Do repertório destaca-se Lute, um dos maiores sucessos do grupo.
O álbum foi lançado em 8 de janeiro de 1994, no Ginásio do Ibirapuera, com um público somente repetido em 2012 no DVD Eu Acredito: 15 mil pessoas. Entre os destaques do lançamento estão a Santa Ceia servida aos presentes, a cascata de fogos de artifício ao final do show e o crescimento espiritual do conjunto após sua viagem a Israel em setembro de 1993, antes de gravar o disco.
O hino Lute foi regravado no álbum de 30 Anos do conjunto.

## Faixas do álbum
1. "Não é Tarde Demais"[2](Carlos A. Moyses)
2. "Amigo Certo"(Carlos A. Moyses)
3. "O Campeão"(Carlos A. Moyses)
4. "O Vaso e o Oleiro"(Carlos A.Moyses)
5. "Nas Asas do Vento"(Carlos A. Moyses)
6. "Jesus é o Meu Rei"(Carlos A. Moyses)
7. "Lugar Bonito"(Carlos A. Moyses)
8. "Carne e Sangue"(Carlos A. Moyses)
9. "Lute"(Carlos A. Moyses)
10. "Louvai"(Carlos A.Moyses)
11. "Vida e Paz"(Carlos A. Moyses)
12. "De Repente"(Carlos A. Moyses)